# Lina Grinčikaitė-Samuolė
Lina Grinčikaitė (née le 3 mai 1987 à Klaipėda) est une athlète lituanienne spécialiste du sprint. Affiliée au Nike Klaipeda, elle mesure 1,67 m pour 62 kg.

## Biographie
Lors des Championnats d'Europe disputés fin juin 2012 à Helsinki, Lina Grinčikaitė termine troisième de l'épreuve du 100 m en 11 s 32 (-0,7 m/s), derrière la Bulgare Ivet Lalova et l'Ukrainienne Olesya Povh.
Elle arrête sa carrière en décembre 2016.

## Palmarès
| Date | Compétition                                 | Lieu            | Résultat | Épreuve   | Temps   |
| ---- | ------------------------------------------- | --------------- | -------- | --------- | ------- |
| 2003 | Fest. olympique de la jeunesse euro.        | Paris           | 1re      | 100 m     | 11 s 95 |
| 2005 | Championnats d'Europe juniors               | Kaunas          | 2e       | 100 m     | 11 s 69 |
| 2005 | Championnats d'Europe juniors               | Kaunas          | 4e       | 200 m     | 23 s 78 |
| 2005 | Championnats d'Europe juniors               | Kaunas          | 6e       | 4 × 100 m | 45 s 47 |
| 2006 | Championnats du monde juniors               | Pékin           | 6e       | 100 m     | 11 s 49 |
| 2009 | Championnats d'Europe en salle              | Turin           | 7e       | 60 m      | 7 s 38  |
| 2009 | Championnats d'Europe par équipes 2e ligue  | Banska Bystrica | 1re      | 100 m     | 11 s 59 |
| 2009 | Championnats d'Europe par équipes 2e ligue  | Banska Bystrica | 2e       | 200 m     | 23 s 82 |
| 2009 | Championnats d'Europe par équipes 2e ligue  | Banska Bystrica | 1re      | 4 × 100 m | 44 s 79 |
| 2009 | Universiade                                 | Belgrade        | 1re      | 100 m     | 11 s 31 |
| 2009 | Universiade                                 | Belgrade        | 5e       | 4 × 100 m | 44 s 48 |
| 2009 | Championnats d'Europe espoirs               | Kaunas          | 1re      | 100 m     | 11 s 37 |
| 2009 | Championnats d'Europe espoirs               | Kaunas          | 3e       | 4 × 100 m | 44 s 09 |
| 2011 | Championnats d'Europe en salle              | Paris           | —        | 60 m      | DNS     |
| 2011 | Championnats d'Europe par équipes 2e ligue  | Novi Sad        | 2e       | 100 m     | 11 s 58 |
| 2011 | Championnats d'Europe par équipes 2e ligue  | Novi Sad        | 2e       | 4 × 100 m | 44 s 67 |
| 2011 | Universiade                                 | Shenzhen        | 3e       | 100 m     | 11 s 44 |
| 2012 | Championnats d'Europe                       | Helsinki        | 3e       | 100 m     | 11 s 32 |
| 2013 | Championnats d'Europe par équipes 2e ligue  | Kaunas          | 1re      | 100 m     | 11 s 31 |
| 2013 | Championnats d'Europe par équipes 2e ligue  | Kaunas          | 2e       | 200 m     | 23 s 39 |
| 2013 | Championnats d'Europe par équipes 2e ligue  | Kaunas          | 2e       | 4 × 100 m | 44 s 84 |
| 2013 | Universiade                                 | Kazan           | 2e       | 100 m     | 11 s 32 |
| 2015 | Championnats d'Europe par équipes 1re ligue | Heraklion       | 2e       | 100 m     | 11 s 56 |
| 2015 | Championnats d'Europe par équipes 1re ligue | Heraklion       | 3e       | 200 m     | 23 s 68 |
| 2015 | Championnats d'Europe par équipes 1re ligue | Heraklion       | 8e       | 4 x 100 m | 45 s 47 |

### Records
| Épreuve    | Épreuve   | Performance | Lieu     | Date            |
| ---------- | --------- | ----------- | -------- | --------------- |
| 60 mètres  | Salle     | 7 s 26      | Istanbul | 11 mars 2012    |
| 100 mètres | Plein air | 11 s 19     | Londres  | 3 août 2012     |
| 200 mètres | Salle     | 23 s 74     | Pombal   | 14 février 2010 |
| 200 mètres | Plein air | 23 s 33     | Leiria   | 22 juin 2008    |